# Poga oleosa
Poga oleosa är en tvåhjärtbladig växtart som beskrevs av Jean Baptiste Louis Pierre. Poga oleosa ingår i släktet Poga och familjen Anisophylleaceae. Inga underarter finns listade i Catalogue of Life.